# Shelley Duvall
Shelley Alexis Duvall (ur. 7 lipca 1949 w Houston, zm. 11 lipca 2024 w Blanco) – amerykańska aktorka, producentka filmowa, scenarzystka i piosenkarka.

## Życiorys

### Wczesne lata
Urodziła się w Houston w Teksasie jako córka Bobbie Ruth Crawford, agentki nieruchomości, i Roberta Richardsona „Bobby’ego” Duvalla (1919–1995), prawnika. Nie była spokrewniona z aktorem Robertem Duvallem. Wychowywała się z trzema braćmi: Scottem, Shane’em i Stewartem. Po ukończeniu Stephen Pool Waltrip High School, Duvall sprzedawała kosmetyki w Foley i uczęszczała do South Texas Junior College, gdzie specjalizowała się w żywieniu i terapii dietą. Miała 18 lat, gdy na wystawie swojego ówczesnego chłopaka poznała ludzi zajmujących się produkcją filmową, którzy stwierdzili, że powinna zgłosić się na przesłuchanie do nowej produkcji.

### Kariera
Poznała Roberta Altmana, gdy zaproponował jej rolę w swoim komediodramacie Brewster McCloud (1970) z Budem Cortem i Sally Kellerman. Potem zagrała w jego kolejnych filmach: McCabe i pani Miller (1971), Złodziejach takich jak my (1974), Nashville (1975) i Buffalo Billu i Indianach (1976). Znalazła się także w obsadzie komedii romantycznej Woody’ego Allena Annie Hall (1977) jako reporterka „Rolling Stone”, która umawia się z Alvym Singerem (Woody Allen) i mówi: „Seks z tobą to naprawdę doświadczenie kafkowskie”.
Kreacja Mildred „Millie” Lammoreaux w dramacie Altmana Trzy kobiety (3 Women, 1977) przyniosła jej nagrodę na Festiwalu Filmowym w Cannes (1977) i Los Angeles Film Critics Association (LAFCA), a także zdobyła nominację do nagrody BAFTA (1978). Jednak za rolę Wendy Torrance, żony popadającego w obłęd trzeźwiejącego alkoholika i początkującego pisarza (Jack Nicholson) w filmie Stanleya Kubricka Lśnienie (The Shining, 1980) była nominowana do Złotej Maliny jako najgorsza aktorka roku, choć sam film okazał się dużym sukcesem komercyjnym. Po 40 latach, w 2022 odebrano jej nominację do Złotej Maliny; kapituła statuetek uznała, że na jej występ miało wpływ to, jak traktował ją na planie reżyser.
W 1982 była gospodarzem i producentem wykonawczym programu telewizyjnego dla dzieci Faerie Tale Theatre, za który otrzymała Peabody Award (1984). Zagrała w siedmiu odcinkach: Titelitury (1983), Roszpunka (1983), Słowik (1983), Królewna Śnieżka (1984), Kot w butach (1985) i Aladyn (1986). W pierwszym odcinku Żabi król (1982) zagrali: Robin Williams i Teri Garr. Za program dla dzieci Tall Tales & Legends (1985–87) i program Shelley Duvall’s Bedtime Stories (1992–93) zdobyła nominację do nagrody Emmy (1988, 1992).

## Życie prywatne
7 lipca 1970 wyszła za mąż za artystę Bernarda Sampsona. Para rozwiodła się w roku 1974. Była także związana z muzykiem Paulem Simonem (w latach 1976–1978), Ringo Starrem (1978–79), Patrickiem Reynoldsem (1978) i Stanleyem Wilsonem (1980–86). Od 1989 jej partnerem był muzyk Dan Gilroy, były członek zespołu Breakfast Club.
18 listopada 2016 do swojego show zaprosił ją dr Phillip C. McGraw. Podczas wywiadu Duvall przyznała, że ma zaburzenia psychiczne, traci kontakt z rzeczywistością i potrzebuje pomocy. Zapytana o Robina Williamsa, z którym spotkała się w 1980 roku na planie filmu Popeye. powiedziała, że nie wierzy, że aktor nie żyje (zmarł w 2014 roku). Dodała, że zmienił jedynie swoją postać i przyznała, że go widuje. Wyznała też, że jest prześladowana przez szeryfa z Nottingham, fikcyjną postać z filmu Robin Hood. Zgodziła się na leczenie pod warunkiem, że McGraw obieca, że nikt jej nie zamorduje podczas badania. Po wywiadzie Duvall trafiła do zakładu psychiatrycznego w południowej części Kalifornii, lecz po trzech dniach odmówiła leczenia i wróciła do swojego domu. Mia Farrow skomentowała na Twitterze: Powinno istnieć prawo, które chroni osoby chore psychicznie przed drapieżnikami z programów telewizyjnych, takimi jak Dr. Phil, który wykorzystał Shelley Duvall dla własnego zysku. Z emisji programu nie była zadowolona również córka Stanleya Kubricka – Vivian i opublikowała list otwarty, w którym wyraża swoje oburzenie i obrzydzenia tym co zrobił dr Phil i producenci jego programu. Dodała w nim, że ma nadzieję, że inni również zbojkotują jego talk-show i przestaną oglądać „pozbawioną serca rozrywkę, która nie ma nic wspólnego z leczeniem”. W pomoc finansową dla Duvall zaangażowała się córka Kubricka (w Internecie zbierała pieniądze na leczenie) i organizacja The Actors Fund.

### Śmierć
Zmarła 11 lipca 2024 w Blanco w Teksasie w wieku 75 lat. Jej partner, Dan Gilroy, poinformował, że przyczyną śmierci były powikłania wywołane cukrzycą.

## Filmografia

### Filmy fabularne

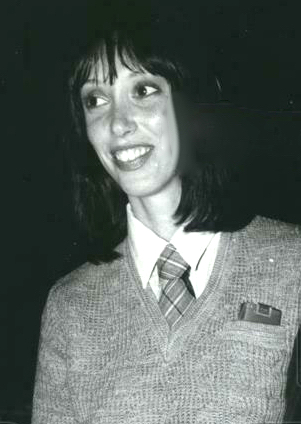
Shelley Duvall (1977)

| Rok  | Tytuł                                                                                    | Rola                        | Reżyser                        |
| ---- | ---------------------------------------------------------------------------------------- | --------------------------- | ------------------------------ |
| 1970 | Brewster McCloud                                                                         | Suzanne Davis               | Robert Altman                  |
| 1971 | McCabe i pani Miller (McCabe & Mrs. Miller)                                              | Ida Coyle                   | Robert Altman                  |
| 1974 | Złodzieje tacy jak my (Thieves Like Us)                                                  | Keechie                     | Robert Altman                  |
| 1975 | Nashville                                                                                | L. A. Joan                  | Robert Altman                  |
| 1976 | Buffalo Bill i Indianie (Buffalo Bill and the Indians, or Sitting Bull’s History Lesson) | Pani Grover Cleveland       | Robert Altman                  |
| 1976 | Bernice Bobs Her Hair (TV)                                                               | Bernice                     | Joan Micklin Silver            |
| 1977 | Annie Hall                                                                               | Pam                         | Woody Allen                    |
| 1977 | Trzy kobiety (3 Women)                                                                   | Mildred „Millie” Lammoreaux | Robert Altman                  |
| 1980 | Lśnienie (The Shining)                                                                   | Wendy Torrance              | Stanley Kubrick                |
| 1980 | Popeye                                                                                   | Olive Oyl                   | Robert Altman                  |
| 1981 | Bandyci czasu (Time Bandits)                                                             | Pansy                       | Terry Gilliam                  |
| 1984 | Frankenweenie (film krótkometrażowy)                                                     | Susan Frankenstein          | Tim Burton                     |
| 1984 | Booker (film krótkometrażowy)                                                            | Laura                       | Stan Lathan                    |
| 1987 | Roxanne                                                                                  | Dixie                       | Fred Schepisi                  |
| 1987 | Żaba (Frog, TV)                                                                          | Annie Anderson              | David Grossman                 |
| 1991 | Kosmita z przedmieścia (Suburban Commando)                                               | Jenny Wilcox                | Burt Kennedy                   |
| 1995 | Na samym dnie (Underneath)                                                               | pielęgniarka                | Steven Soderbergh              |
| 1996 | Portret damy (The Portrait of a Lady)                                                    | Pani Touchett               | Jane Campion                   |
| 1997 | RocketMan                                                                                | Pani Randall                | Stuart Gillard                 |
| 1997 | Zmierzch lodowych nimf (Twilight of the Ice Nymphs)                                      | Amelia Glahn                | Guy Maddin                     |
| 1997 | Sam jak palec (Alone, TV)                                                                | Estelle                     | Michael Lindsay-Hogg           |
| 1998 | Miłość i frytki (Home Fries)                                                             | Pani Jackson                | Dean Parisot                   |
| 1998 | Kacper i Wendy (Casper Meets Wendy)                                                      | Gabby                       | Sean McNamara                  |
| 1998 | Opowieść o mumii (Tale of the Mummy)                                                     | Edith Butros                | Russell Mulcahy                |
| 1999 | Czwarte piętro (The 4th Floor)                                                           | Martha Stewart              | Josh Klausner                  |
| 2000 | Manna z nieba (Manna from Heaven)                                                        | detektyw Dubrinski          | Gabrielle Burton, Maria Burton |
| 2001 | Stanley Kubrick: Życie w obrazach (Stanley Kubrick: A Life in Pictures)                  | Shelley Duvall              | Jan Harlan                     |
| 2023 | The Forest Hills                                                                         | Matka Rico                  | Scott Goldberg                 |

### Seriale TV
- 1973: Cannon jako Liz Christie
- 1973: Love, American Style jako Bonnie Lee
- 1976: Baretta jako Aggie
- 1982–87: Faerie Tale Theatre jako gospodarz
- 1985–87: Tall Tales & Legends jako gospodarz
- 1986: Chlupotki (Popples)
- 1992–93: Shelley Duvall’s Bedtime Stories
- 1994: Prawnicy z Miasta Aniołów (L.A. Law) jako Margo Stanton
- 1995: Frasier jako Caroline (głos)
- 1997: Opowieści z księgi cnót (Adventures from the Book of Virtues) jako Fairy (głos)
- 1997: Prawdziwe potwory (Aaahh!!! Real Monsters) jako Ocka (głos)
- 1998: Maggie Winters jako Muriel
- 1998: Wishbone jako Renee Lassiter
- 1999: Kolorowy dom (The Hughleys) jako pani Crump

## Dyskografia
- Hello, I’m Shelley Duvall...Merry Christmas (1991)
- Hello, I’m Shelley Duvall...Sweet Dreams (1991)
- The Animal Express (1992)
- Digby’s Adventures, Sanctuary Woods (1994, CD-ROM) – narrator